# پخش تلویزیونی فرمول یک

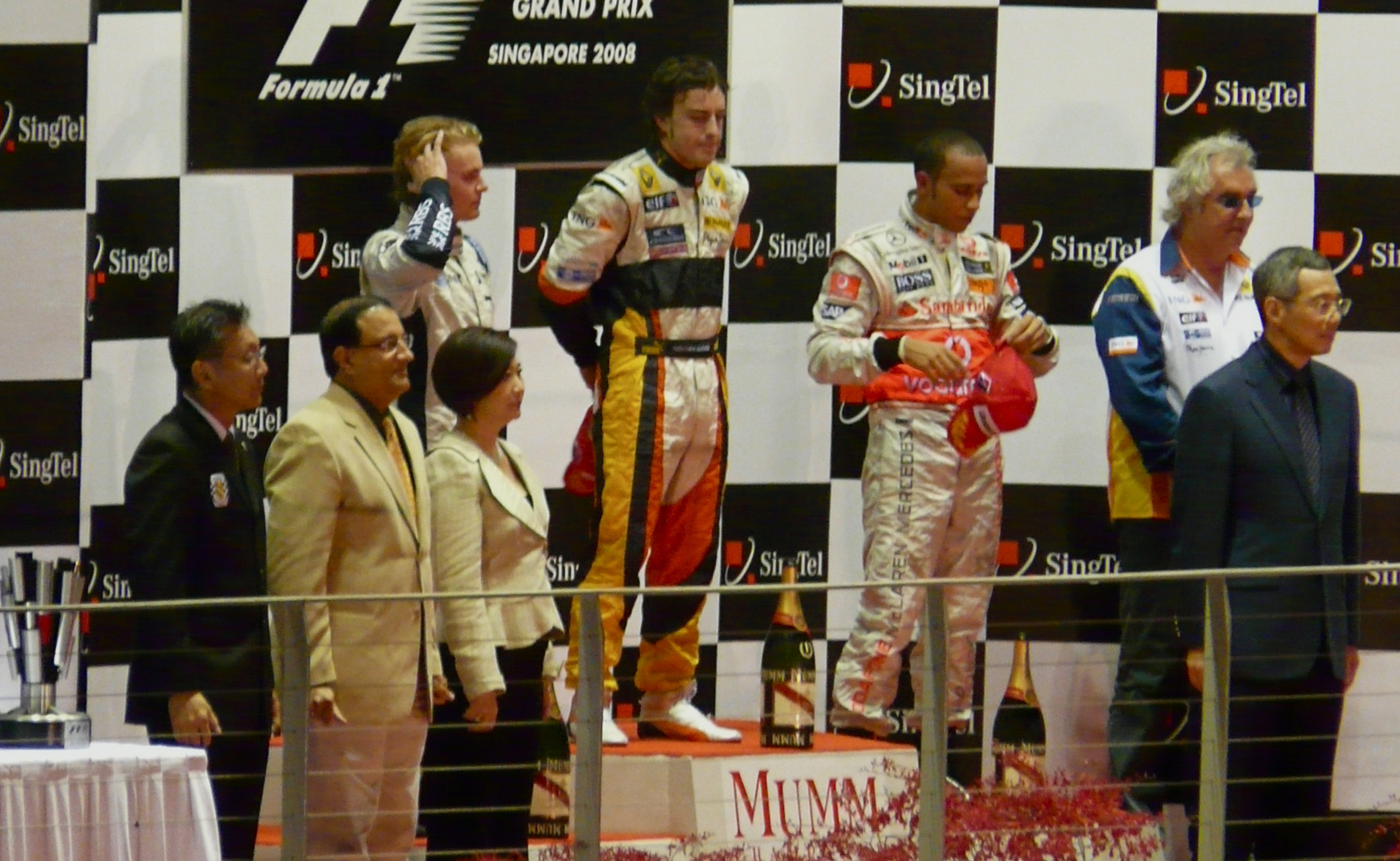

پس از بازی‌های المپیک و جام جهانی فوتبال، مسابقات فرمول یک، بزرگ‌ترین جاذبه تلویزیونی به‌شمار می‌آید. مسابقات گرند پریکس کانادا در سال ۲۰۰۵، با بیش از ۵۳۰ میلیون بیننده، پس از فینال مسابقات قهرمانی یوفا، در آن سال بیشترین مخاطبان تلویزیونی را در سطح جهانی به سمت خود جلب کرد.
در همه نقاط جهان، مسابقات فرمول ۱ را می‌توان از شبکه‌های آر تی ال که قدیمی‌ترین پخش‌کننده مسابقات فرمول۱ است، آی تی وی در بریتانیا، شبکه اسپید (و نیز تعدادی مسابقه که از سی بی اس پخش می‌شوند مشاهده کرد. علاوه بر آن سن ماریو، آلمان (گرند پریکس اروپا)، اسپانیا و موناکو در آمریکا و بسیاری دیگر از ایستگاه‌های تلویزیونی که پخش زنده دارند پخش می‌شوند. در استرالیا، این ورزش از شبکه ۱۰ پخش می‌شود. از دیگر کانال‌هایی که تازه به این جمع پیوسته‌اند می‌توان به الجزیره در خاور میانه اشاره کرد؛ منطقه‌ای که بازار آن روبه توسعه‌است.
در سال‌های آغازین قرن بیست‌ویکم، اداره فرمول یک برنی اکلستون، با هدف خلق هویتی شرکتی برای این ورزش، برای آن مارک‌تجاری، آرم رسمی و یک وبسایت ایجاد کرد. اکلستون سی سال پس از اولین پخش مسابقات گرند پریکس به صورت رنگی، با همکاری خدمات تلویزیون دیجیتالی آلمان« DF۱»، درگرند پریکس ۱۹۹۶ آلمان یک طرح تلویزیونی دیجیتال را به آزمایش گذاشت (که به آن برنی ویژن گفته می‌شود). این سرویس جدید چندین امکان هم‌زمان(همچون سوپر سیگنال، قابلیت استفاده در وسیله نقلیه، میدان بالا، میدان عقب، برگزیده موارد مهم، منطقه خارج از مسیر، زمانبندی) را به‌طور هم‌زمان به بیننده ارائه می‌کند که این امکانات با بهره‌گیری از دوربین‌ها، امکانات فنی و کادری که در پوشش برنامه‌های معمولی از آن‌ها بهره گرفته نمی‌شود ارائه می‌شوند. در گذر سال‌ها این طرح در بسیاری از کشورها اجرا شد اما پس از فصل مسابقات سال ۲۰۰۲ به دلیل مشکلات مالی متوقف گشت. 
آنچه که ایستگاه‌های تلویزیونی به نام «تغذیه جهانی» دریافت می‌کنند یا توسط اف او ام (مدیریت فرمول یک) یا فرستده میزبان تهیه شده‌است. این تغذیه توسط یکی از ایستگاه‌های داخلی کشورها صورت می‌گیرد؛ همچون آی تی وی برای مسابقات گرند پریکس بریتانیا. تنها ایستگاهی که اندکی متفاوت بوده شبکه آلمانی «پریمیر» است که کلیه برنامه‌های آن زنده و متقابل بوده و حاوی برخی ویژگی‌ها از جمله شبکه وسایط نقلیه بوده‌است. تا اواخر سال ۲۰۰۲، این سرویس در نقاط مختلف اروپا به‌طور گسترده در دسترس بود، که در آن زمان عقیده بر این بود که هزینه کل یک تغذیه متفاوت برای خدمات متقابل دیجیتال بسیار زیاد است. به دلیل به نتیجه نرسیدن کانال فرمول ۱ دیجیتال+ که از طریق اسکای دیجیتال در بریتانیا راه‌اندازی شده بود، این بخش بسیار چشمگیر بود. در حالیکه بینندگان می‌توانستند به صورت رایگان مسابقات را از شبکه آی تی وی ۱تماشا کنند، هزینه مذکور برای آن‌ها خیلی گران بود.

## پخش‌کنندگان

### پخش تلویزیونی فصل ۲۰۱۹
رسانه‌های تلویزیونی زیر مسابقات فرمول یک فصل ۲۰۱۹ را به‌طور زنده پخش می‌کنند.
| پخش تلویزیونی فصل ۲۰۱۹           | پخش تلویزیونی فصل ۲۰۱۹              | پخش تلویزیونی فصل ۲۰۱۹                           | پخش تلویزیونی فصل ۲۰۱۹                                                                                        | پخش تلویزیونی فصل ۲۰۱۹ | پخش تلویزیونی فصل ۲۰۱۹ | پخش تلویزیونی فصل ۲۰۱۹ | پخش تلویزیونی فصل ۲۰۱۹ | پخش تلویزیونی فصل ۲۰۱۹               | پخش تلویزیونی فصل ۲۰۱۹ |
| کشور                             | شبکه تلویزیونی                      | زبان                                             | پخش رایگان / تماشای رایگان / غیر رایگان                                                                       | تمرین ۱                | تمرین ۲                | تمرین ۳                | تعیین خط               | مسابقه                               | یادداشت‌ها |
| -------------------------------- | ----------------------------------- | ------------------------------------------------ | --- | ---------------------- | ---------------------- | ---------------------- | ---------------------- | ------------------------------------ | --- |
| آذربایجان                        | ایدمان تی‌وی                         | آذربایجانی                                       | رایگان، دی‌وی‌بی-اس اف‌تی‌ای بر روی ماهوارهٔ آذراسپیس ‎۴۶°‎ شرقی (اتحادیه اروپا)                                     | نه                     | نه                     | نه                     | زنده                   | زنده                                 | |
| آذربایجان                        | ستانتا اسپورتس +                    | روسی                                             | غیر رایگان | نه                     | نه                     | نه                     | زنده                   | زنده                                 | محتوای ۱۶:۹ اس‌دی/اچ‌دی |
| آسیا                             | فاکس اسپورتس آسیا                   | انگلیسی، کانتونی، اندونزیایی، مالایی، و تایلندی. | غیر رایگان | زنده*                  | زنده*                  | زنده*                  | زنده                   | زنده                                 | کانال‌های اس‌دی/اچ‌دی‌تی‌وی. |
| آسیای مرکزی                      | ستانتا اسپورتس +                    | روسی                                             | غیر رایگان | نه                     | نه                     | نه                     | زنده                   | زنده                                 | محتوای ۱۶:۹ اس‌دی/اچ‌دی |
| آلبانی                           | آرتی‌اس‌اچ اسپورت                     | آلبانیایی                                        | رایگان | نه                     | نه                     | زنده                   | زنده                   | زنده                                 | اچ‌دی‌تی‌وی. با قابلیت انتخاب زوایای مختلف. |
| آفریقای سیاه                     | سوپراسپورت                          | انگلیسی و پرتغالی                                | غیر رایگان | زنده                   | زنده                   | زنده                   | زنده                   | زنده                                 | اچ‌دی‌تی‌وی. |
| آفریقای سیاه                     | کانال+ اسپورت                       | فرانسوی                                          | غیر رایگان | زنده                   | زنده                   | زنده                   | زنده                   | زنده                                 | اچ‌دی‌تی‌وی. |
| آلمان                            | ان-تی‌وی                             | آلمانی                                           | دی‌وی‌بی-تی۲ با رمزنگاری، دی‌وی‌بی-اس اف‌تی‌ای (فقط اس‌دی) بر روی ماهوارهٔ آسترا ‎۱۹.۲°‎ شرقی (اتحادیه اروپا)           | زنده*                  | زنده*                  | نه                     | نکات مهم               | نکات مهم                             | *تمامی مراحل تمرینی اول و دوم در تلویزیون به‌طور زنده پخش نمی‌شوند. پخش نکات مهم در بعد از ظهر روزهای شنبه و یکشنبه. در صورت عدم پخش در شبکهٔ آرتی‌ال، مرحله تعیین خط را به‌صورت زنده پخش می‌کند.                                   |
| آلمان                            | آر‌تی‌ال تلویژن                       | آلمانی                                           | دی‌وی‌بی-تی۲ با رمزنگاری، دی‌وی‌بی-اس اف‌تی‌ای (فقط اس‌دی) بر روی ماهوارهٔ آسترا ‎۱۹.۲° شرقی (اتحادیه اروپا)           | نه                     | نه                     | نکات مهم               | زنده                   | زنده                                 | محتوای اچ‌دی‌تی‌وی تأیید شده‌است (محتوای اچ‌دی رمزنگاری شده و بخشی از بستهٔ اچی‌دی+ است، اس‌دی به‌صورت پخش رایگان است). پخش بعضی مراحل تعیین خط به شبکهٔ ان-تی‌وی منتقل شده‌اند. قابل دریافت با کیفیت اولترا اچ‌دی                         |
| آلمان                            | اسکای اسپورت                        | آلمانی                                           | غیر رایگان | زنده                   | زنده                   | زنده                   | زنده                   | زنده                                 | قابل دریافت با کیفیت اولترا اچ‌دی |
| آمریکای لاتین (به استثناء برزیل) | کانال‌های آمریکای لاتین فاکس اسپورتس | اسپانیایی                                        | غیر رایگان | زنده                   | زنده                   | زنده                   | زنده                   | زنده                                 | محتوای ۱۶:۹ اس‌دی/اچ‌دی‌تی‌وی. مجوزهای تلویزیونی اختصاصی از ۲۰۱۸ تا ۲۰۲۲ (به استثناء برزیل) |
| آندورا                           | مووی‌استار اف۱                       | اسپانیایی                                        | غیر رایگان | زنده                   | زنده                   | زنده                   | زنده                   | زنده                                 | قابل دریافت با کیفیت اولترا اچ‌دی. با قابلیت انتخاب زوایای مختلف. |
| اتریش                            | اوآراف یک                           | آلمانی                                           | دی‌وی‌بی-تی رایگان در اتریش، دی‌وی‌بی-اس۲رمزنگاری شده بر روی ماهوارهٔ آسترا ‎۱۹٫۲°‎ شرقی (اتحادیه اروپا)             | نه                     | زنده                   | نه                     | زنده                   | زنده                                 | اچ‌دی‌تی‌وی. پخش تمامی مراحل گراند پری اتریش به‌صورت زنده |
| اتریش                            | اسکای اسپورت                        | آلمانی                                           | غیر رایگان | زنده                   | زنده                   | زنده                   | زنده                   | زنده                                 | قابل دریافت با کیفیت اولترا اچ‌دی |
| ارمنستان                         | ستانتا اسپورتس +                    | روسی                                             | غیر رایگان | نه                     | نه                     | نه                     | زنده                   | زنده                                 | محتوای ۱۶:۹ اس‌دی/اچ‌دی |
| اسپانیا                          | مووی‌استار اف۱                       | اسپانیایی                                        | غیر رایگان | زنده                   | زنده                   | زنده                   | زنده                   | زنده                                 | قابل دریافت با کیفیت اولترا اچ‌دی. قابلیت انتخاب زوایای مختلف (فقط برای مشترکین آی‌پی‌تی‌وی). |
| استرالیا                         | شبکه ده                             | انگلیسی                                          | رایگان | زنده                   | زنده                   | زنده                   | زنده                   | زنده                                 | محتوای اس‌دی/اچ‌دی، فقط گراند پری استرالیا. |
| استرالیا                         | شبکه ده                             | انگلیسی                                          | رایگان | نه                     | نه                     | نه                     | نه                     | نکات مهم                             | محتوای اس‌دی، نکات مهم سایر مسابقه‌ها. |
| استرالیا                         | فاکس اسپورتس                        | انگلیسی                                          | غیر رایگان | زنده                   | زنده                   | زنده                   | زنده                   | زنده                                 | استفاده از پوشش اسکای اسپورت اف۱. (بدون تبلیغات بازرگانی در میان مسابقه و تعیین خط. پخش مراحل تمرین، تعیین خط و مسابقه به‌صورت زنده)                                                                                           |
| استرالیا                         | فاکس‌تل ۴کی                          | انگلیسی                                          | غیر رایگان | زنده                   | زنده                   | زنده                   | زنده                   | زنده                                 | استفاده از پوشش اسکای اسپورت اف۱. (بدون تبلیغات بازرگانی در میان مسابقه و تعیین خط. پخش مراحل تمرین، تعیین خط و مسابقه به‌صورت زنده تا فصل ۲۰۱۹)                                                                               |
| استونی                           | کانال ۱۲                            | استونیایی                                        | رایگان | نه                     | نه                     | نه                     | نه                     | نکات مهم                             | ۶۰ دقیقه پخش نکات مهم در بعد از ظهر. |
| اسرائیل                          | اسپورت ۵                            | عبری                                             | غیر رایگان | نه                     | نه                     | نه                     | زنده                   | زنده                                 | اچ‌دی‌تی‌وی. |
| اسلواکی                          | اسپورت ۱                            | چکی/اسلواکی                                      | غیر رایگان | زنده                   | زنده                   | زنده                   | زنده                   | نه                                   | همچنین قابل مشاهده با کیفیت اچ‌دی در شبکه‌های اسپورت ۱ اچ‌دی و اسپورت ۲ اچ‌دی. |
| اسلواکی                          | اسپورت ۲                            | چکی/اسلواکی                                      | غیر رایگان | نه                     | نه                     | نه                     | نه                     | زنده                                 | همچنین قابل مشاهده با کیفیت اچ‌دی در شبکه‌های اسپورت ۱ اچ‌دی و اسپورت ۲ اچ‌دی. |
| اسلوونی                          | تی‌وی۳ اسلوونیجا                     | اسلونیایی                                        | رایگان | نه                     | نه                     | نه                     | زنده                   | زنده                                 | اس‌دی از طریق آنتن، اچ‌دی از طریق کابل |
| اوکراین                          | ستانتا اسپورتس                      | اوکراینی                                         | غیر رایگان | نه                     | نه                     | نه                     | زنده                   | زنده                                 | محتوای اس‌دی |
| ایالات متحده                     | ای‌بی‌سی                              | انگلیسی                                          | رایگان | نه                     | نه                     | نه                     | نه                     | زنده (به استثناء گراند پری موناکو)   | چهار مسابقه (موناکو، کانادا، ایالات متحده و مکزیک). اچ‌دی‌تی‌وی، پوشش بدون تبلیغات اسکای اسپورت اف۱ (فقط پخش زنده). |
| ایالات متحده                     | خانواده شبکه‌های ای‌اس‌پی‌ان            | انگلیسی                                          | غیر رایگان | زنده                   | زنده                   | زنده                   | زنده                   | زنده                                 | اچ‌دی‌تی‌وی، پوشش بدون تبلیغات اسکای اسپورت اف۱ (فقط مراحل تعیین خط و مسابقه). شبکه‌های پخش‌کنندهٔ مراحل تمرینی اول و دوم از یک مسابقه به مسابقهٔ دیگر متغیر هستند.                                                                  |
| ایالات متحده                     | شبکه یونیویژن دیپورتس               | اسپانیایی                                        | غیر رایگان | نه                     | نه                     | نه                     | زنده                   | زنده                                 | [ ۱۱ ] |
| ایتالیا                          | اسکای اسپورتس اف۱                   | ایتالیایی                                        | غیر رایگان | زنده                   | زنده                   | زنده                   | زنده                   | زنده                                 | قابلیت انتخاب زوایای مختلف. قابل دریافت با کیفیت اولترا اچ‌دی. مجوز تا ۲۰۲۰. |
| ایتالیا                          | تی‌وی۸                               | ایتالیایی                                        | رایگان در ایتالیا، دی‌وی‌بی-اس با رمزنگاری بر روی ماهوارهٔ یوتلست هاتبرد ‎۱۳°‎ شرقی (اروپا)                        | نه                     | نه                     | زنده*                  | زنده                   | زنده                                 | اچ‌دی‌تی‌وی (قابل دریافت فقط برای مشترکان اسکای)، پخش زندهٔ ۵ مسابقه در هر فصل (موناکو، بریتانیا، ایتالیا، ایالات متحده و ابوظبی). پوشش اسکای اسپورت اف۱ با تبلیغات پهلو به پهلو. *پخش زندهٔ تمرین سوم فقط برای گراند پری ایتالیا. |
| ایتالیا                          | تی‌وی۸                               | ایتالیایی                                        | رایگان در ایتالیا، دی‌وی‌بی-اس با رمزنگاری بر روی ماهوارهٔ یوتلست هاتبرد ‎۱۳°‎ شرقی (اروپا)                        | نه                     | نه                     | نه                     | با تأخیر               | با تأخیر                             | اچ‌دی‌تی‌وی (قابل دریافت فقط برای مشترکان اسکای)، پخش با تأخیر تعیین خط و مسابقاتی که جزو برنامهٔ پخش زندهٔ شبکه نباشند. پوشش اسکای اسپورت اف۱ با تبلیغات پهلو به پهلو.                                                            |
| ایران                            | ام‌بی‌سی پرشیا                        | فارسی                                            | رایگان | زنده                   | زنده                   | زنده                   | زنده                   | زنده                                 | قابل دریافت با کیفیت اچ‌دی |
| ایران                            | شبکه ورزش                           | فارسی                                            | رایگان | نه                     | نه                     | نه                     | نه                     | زنده                                 | |
| ایرلند                           | کانال ۴ بریتانیا                    | انگلیسی                                          | دی‌وی‌بی-تی رایگان در پادشاهی متحد، دی‌وی‌بی-اس پخش رایگان بر روی ماهوارهٔ آسترا ‎۲۸.۲°‎ شرقی (پادشاهی متحد)         | زنده                   | زنده                   | زنده                   | زنده                   | زنده                                 | اچ‌دی‌تی‌وی، فقط گراند پری بریتانیا. فقط مشتریان اسکای و ویرجین |
| ایرلند                           | کانال ۴ بریتانیا                    | انگلیسی                                          | دی‌وی‌بی-تی رایگان در پادشاهی متحد، دی‌وی‌بی-اس پخش رایگان بر روی ماهوارهٔ آسترا ‎۲۸.۲°‎ شرقی (پادشاهی متحد)         | نه                     | نه                     | نه                     | نکات مهم               | نکات مهم                             | اچ‌دی‌تی‌وی، سایر مسابقه‌ها. فقط مشتریان اسکای و ویرجین |
| ایرلند                           | اسکای اسپورت اف۱                    | انگلیسی                                          | غیر رایگان | زنده                   | زنده                   | زنده                   | زنده                   | زنده                                 | قابل دریافت با کیفیت اولترا اچ‌دی |
| ایسلند                           | استو ۲ اسپورت                       | ایسلندی                                          | غیر رایگان | نه                     | نه                     | زنده                   | زنده                   | زنده                                 | |
| برزیل                            | گلوبو                               | پرتغالی                                          | رایگان | نه                     | نه                     | نه                     | نه                     | زنده                                 | محتوای ۱۶:۹ و اچ‌دی‌تی‌وی. تمام مسابقات زنده پخش می‌شوند، به استثناء مسابقات کانادا، ایالات متحده و مکزیک که با تأخیر در شب روز یکشنبه پخش می‌شوند.                                                                                |
| برزیل                            | اسپورتی‌وی                           | پرتغالی                                          | غیر رایگان | زنده                   | زنده                   | زنده                   | زنده                   | با تأخیر                             | اچ‌دی‌تی‌وی. پوشش زنده از گراند پری‌های کانادا، ایالات متحده و مکزیک. |
| بلاروس                           | ستانتا اسپورتس +                    | روسی                                             | غیر رایگان | نه                     | نه                     | نه                     | زنده                   | زنده                                 | محتوای ۱۶:۹ اس‌دی/اچ‌دی |
| بلژیک                            | پلی اسپورتس                         | هلندی                                            | غیر رایگان | نه                     | زنده                   | نه                     | زنده                   | زنده                                 | با قابلیت انتخاب زوایای مختلف در مراحل تعیین خط و مسابقه. |
| بلژیک                            | اسپورزا                             | هلندی                                            | دی‌وی‌بی-سی و دی‌وی‌بی-تی رایگان در بلژیک، دی‌وی‌بی-اس رمزنگاری شده بر روی ماهوارهٔ آسترا ‎۱۹.۲°‎ شرقی (اتحادیه اروپا) | نه                     | نه                     | نه                     | نه                     | نکات مهم                             | اچ‌دی‌تی‌وی. محتوای ۱۶:۹. فقط گراند پری بلژیک. نکات مهم سایر مسابقات. |
| بلژیک                            | اسپورزا                             | هلندی                                            | دی‌وی‌بی-سی و دی‌وی‌بی-تی رایگان در بلژیک، دی‌وی‌بی-اس رمزنگاری شده بر روی ماهوارهٔ آسترا ‎۱۹.۲°‎ شرقی (اتحادیه اروپا) | نه                     | نه                     | نه                     | زنده                   | زنده                                 | اچ‌دی‌تی‌وی. محتوای ۱۶:۹. فقط گراند پری بلژیک. نکات مهم سایر مسابقات. |
| بلژیک                            | آرتی‌بی‌اف لا دو                      | فرانسوی                                          | دی‌وی‌بی-سی و دی‌وی‌بی-تی رایگان در بلژیک، دی‌وی‌بی-اس رمزنگاری شده بر روی ماهوارهٔ آسترا ‎۱۹.۲°‎ شرقی (اتحادیه اروپا) | نه                     | نه                     | نه                     | زنده*                  | زنده*                                | اچ‌دی‌تی‌وی. *برخی مسابقات بر روی آرتی‌بی‌اف لا اون، وابسته به سایر رویدادهای زنده. |
| بلغارستان                        | دیما اسپورت                         | بلغاری                                           | غیر رایگان | زنده                   | زنده                   | زنده                   | زنده                   | زنده                                 | محتوای ۱۶:۹ اس‌دی/اچ‌دی |
| بلغارستان                        | دیما اسپورت ۲                       | بلغاری                                           | غیر رایگان | زنده                   | زنده                   | زنده                   | زنده                   | زنده                                 | محتوای ۱۶:۹ اس‌دی/اچ‌دی |
| بوسنی و هرزگوین                  | اسپور کلاب                          | بوسنیای                                          | غیر رایگان | زنده                   | زنده                   | زنده                   | زنده                   | زنده                                 | اولترا اچ‌دی |
| پاپوآ گینه نو                    | کانال‌های آسیایی فاکس اسپورتس        | انگلیسی                                          | غیر رایگان | زنده*                  | زنده*                  | زنده*                  | زنده                   | زنده                                 | کانال‌های اس‌دی/اچ‌دی‌تی‌وی. *وابسته به سایر رویدادهای زنده. |
| پادشاهی متحد                     | کانال ۴                             | انگلیسی                                          | دی‌وی‌بی-تی رایگان در پادشاهی متحد، دی‌وی‌بی-اس اف‌تی‌ای بر روی ماهوارهٔ آسترا ‎۲۸.۲°‎ شرقی (پادشاهی متحد)             | زنده                   | زنده                   | زنده                   | زنده                   | زنده                                 | اچ‌دی‌تی‌وی، فقط گراند پری بریتانیا. |
| پادشاهی متحد                     | کانال ۴                             | انگلیسی                                          | دی‌وی‌بی-تی رایگان در پادشاهی متحد، دی‌وی‌بی-اس اف‌تی‌ای بر روی ماهوارهٔ آسترا ‎۲۸.۲°‎ شرقی (پادشاهی متحد)             | نه                     | نه                     | نه                     | نکات مهم               | نکات مهم                             | اچ‌دی‌تی‌وی، سایر مسابقات |
| پادشاهی متحد                     | اسکای اسپورتس میکس                  | انگلیسی                                          | غیر رایگان | زنده                   | زنده                   | زنده                   | زنده                   | زنده                                 | اچ‌دی‌تی‌وی. پخش حداقل دو مسابقهٔ دیگر در زمان اوج تماشاگر. |
| پادشاهی متحد                     | اسکای اسپورتس میکس                  | انگلیسی                                          | غیر رایگان | نه                     | نه                     | نه                     | نکات مهم               | نکات مهم                             | اچ‌دی‌تی‌وی، تمامی مسابقات. |
| پادشاهی متحد                     | اسکای اسوپورتس اف۱                  | انگلیسی                                          | غیر رایگان | زنده                   | زنده                   | زنده                   | زنده                   | زنده                                 | قابل دریافت با کیفیت اولترا اچ‌دی |
| پرتغال                           | الون اسپورتس                        | پرتغالی                                          | غیر رایگان | زنده                   | زنده                   | زنده                   | زنده                   | زنده                                 | محتوای اچ‌دی. |
| پورتوریکو                        | ای‌بی‌سی                              | انگلیسی                                          | رایگان | نه                     | نه                     | نه                     | نه                     | زنده (به استثناء موناکو)             | چهار مسابقه (موناکو، کانادا، ایالات متحده و مکزیک). اچ‌دی‌تی‌وی، پوشش بدون تبلیغات اسکای اسپورت اف۱ (فقط پخش زنده). |
| پورتوریکو                        | خانواده شبکه‌های ای‌اس‌پی‌ان            | انگلیسی                                          | غیر رایگان | زنده                   | زنده                   | زنده                   | زنده                   | زنده                                 | اچ‌دی‌تی‌وی، پوشش بدون تبلیغات اسکای اسپورت اف۱ (فقط مراحل تعیین خط و مسابقه). شبکه‌هایی که مراحل تمرینی اول و دوم را پخش می‌کنند، از یک مسابقه به مسابقهٔ بعدی متغیر هستند.                                                        |
| پورتوریکو                        | شبکه یونیویژن دیپورتس               | اسپانیایی                                        | غیر رایگان | نه                     | نه                     | نه                     | زنده                   | زنده                                 | [ ۱۱ ] |
| تاجیکستان                        | ورزش تی‌وی                           | فارسی تاجیکی                                     | رایگان | نه                     | نه                     | نه                     | بعضی اوقات با تأخیر    | بعضی اوقات با تأخیر                  | |
| ترکیه                            | اس اسپورت                           | ترکی استانبولی                                   | غیر رایگان | نه                     | نه                     | زنده                   | زنده                   | زنده                                 | محتوای اس‌دی/اچ‌دی |
| جمهوری چک                        | اسپورت ۱                            | چکی/اسلواکی                                      | غیر رایگان | زنده                   | زنده                   | زنده                   | زنده                   | نه                                   | همچنین با کیفیت اچ‌دی در شبکه‌های اسپورت ۱ اچ‌دی و اسپورت ۲ اچ‌دی. |
| جمهوری چک                        | اسپورت ۲                            | چکی/اسلواکی                                      | غیر رایگان | نه                     | نه                     | نه                     | نه                     | زنده                                 | همچنین با کیفیت اچ‌دی در شبکه‌های اسپورت ۱ اچ‌دی و اسپورت ۲ اچ‌دی. |
| جمهوری چک                        | اسپورت ۳                            | چکی/اسلواکی                                      | غیر رایگان | زنده                   | زنده                   | زنده                   | زنده                   | زنده                                 | پخش تصاویر آنبورد، فقط کیفیت اس‌دی. |
| چین                              | سی‌سی‌تی‌وی-۵                          | چینی ماندارین                                    | رایگان | نه                     | نه                     | نه                     | نه                     | زنده                                 | سی‌سی‌تی‌وی حدود ۱۰۰ ساعت پوشش زنده را در طول مسابقات جهانی فرمول یک فصل ۲۰۱۸ پخش خواهد کرد. |
| چین                              | سی‌سی‌تی‌وی-۵+                         | چینی ماندارین                                    | غیر رایگان | نه                     | نه                     | نه                     | زنده                   | نه                                   | سی‌سی‌تی‌وی حدود ۱۰۰ ساعت پوشش زنده را در طول مسابقات جهانی فرمول یک فصل ۲۰۱۸ پخش خواهد کرد. |
| چین                              | گریت اسپورتس                        | چینی ماندارین                                    | رایگان | نه                     | نه                     | نه                     | در برخی اوقات با تأخیر | در برخی اوقات با تأخیر               | |
| چین                              | مد اسپورتس                          | چینی ماندارین                                    | غیر رایگان | نه                     | نه                     | نه                     | زنده                   | زنده                                 | |
| چین                              | گوانگ‌دونگ اسپورتس                   | کانتونی                                          | رایگان | نه                     | نه                     | نه                     | در برخی اوقات با تأخیر | در برخی اوقات با تأخیر               | |
| خاورمیانه و شمال آفریقا          | ام‌بی‌سی اکشن                         | عربی                                             | رایگان | زنده                   | زنده                   | زنده                   | زنده                   | زنده                                 | محتوای اچ‌دی‌تی‌وی. پخش تمام مسابقه‌های به‌صورت زنده. |
| خاورمیانه و شمال آفریقا          | ام‌بی‌سی پرشیا                        | فارسی                                            | رایگان | زنده                   | زنده                   | زنده                   | زنده                   | زنده                                 | |
| دانمارک                          | تی‌وی۳+/تی‌وی۳+ اج‌دی                  | دانمارکی                                         | غیر رایگان | زنده                   | زنده                   | زنده                   | زنده                   | زنده                                 | اچ‌دی ۱۶:۹ و اس‌دی ۴:۳ – بعضی مراحل در تی‌وی۳ اسپورت ۱/۲ یا تی‌وی۳ پلاس، وابسته به سایر رویدادهای زنده. |
| روسیه                            | مچ تی‌وی                             | روسی                                             | رایگان | نه                     | نه                     | نه                     | زنده                   | زنده                                 | اچ‌دی‌تی‌وی |
| روسیه                            | مچ! آرنا                            | روسی                                             | غیر رایگان | زنده                   | زنده                   | زنده                   | بازپخش                 | بازپخش                               | اچ‌دی‌تی‌وی بدون تبلیغات. |
| رومانی                           | تلکام اسپورت                        | رومانیایی                                        | غیر رایگان | نه                     | نه                     | نه                     | زنده                   | زنده                                 | اچ‌دی‌تی‌وی. |
| رومانی                           | دیجی اسپورت                         | رومانیایی                                        | غیر رایگان | نه                     | نه                     | نه                     | زنده                   | زنده                                 | اچ‌دی‌تی‌وی. مسابقه با کیفیت اولترا اچ‌دی قابل دریافت است. اولترا اچ‌دی - فقط آی‌پی‌تی‌وی. |
| رومانی                           | لوک اسپورت*                         | رومانیایی                                        | غیر رایگان | نه                     | نه                     | نه                     | زنده                   | زنده                                 | اچ‌دی‌تی‌وی. *از گراند پری مجارستان |
| ژاپن                             | فوجی تی‌وی نکست                      | ژاپنی                                            | غیر رایگان | زنده                   | زنده                   | زنده                   | زنده                   | زنده                                 | از سال ۲۰۱۶ پخش زنده از شبکه‌های فوجی تی‌وی و بی‌اس فوجی پایان یافت. اچ‌دی‌تی‌وی. |
| ژاپن                             | دازن                                | ژاپنی                                            | غیر رایگان | زنده                   | زنده                   | زنده                   | زنده                   | زنده                                 | |
| سان مارینو                       | اسکای اسپرت اف۱                     | ایتالیایی                                        | غیر رایگان | زنده                   | زنده                   | زنده                   | زنده                   | زنده                                 | قابلیت انتخاب زوایای مختلف. قابل دریافت با کیفیتاولترا اچ‌دی. حق پخش تا سال ۲۰۲۰. |
| سوئد                             | ویاست موتور                         | سوئدی                                            | غیر رایگان | زنده                   | زنده                   | زنده                   | زنده                   | زنده                                 | قابل دریافت با کیفیت اولترا اچ‌دی |
| سوئد                             | تی‌وی۱۰                              | سوئدی                                            | غیر رایگان | نه                     | نه                     | نه                     | زنده                   | نکات مهم                             | برای تعیین خط از پوشش ویاست موتور، و برای نکات مهم از بستهٔ نکات مهم ویاست موتور استفاده می‌کند. |
| سوئیس                            | اس‌آرجی اس‌اس‌آر                       | آلمانی، فرانسوی و ایتالیایی                      | دی‌وی‌بی-تی رایکن در سوئیس، دی‌وی‌بی-اس رمزنگاری‌شده بر روی ماهوارهٔ هانبرد (‎۱۳°‎ شرقی) (اروپا)                      | نه                     | نه                     | نه                     | زنده                   | زنده                                 | مراحل تعیین خط و مسابقه در شبکه‌های آراس‌آی لا ۲، آرتی‌اس دو و اس‌آراف زووی پخش می‌شوند. حق پخش تا سال ۲۰۲۱. |
| سوئیس                            | کانال+                              | فرانسوی                                          | غیر رایگان | نه                     | نه                     | نه                     | فقط یک بار             | زنده                                 | فقط پخش مسابقه در کانال+ |
| سوئیس                            | کانال+ اسپورت                       | فرانسوی                                          | غیر رایگان | زنده                   | زنده                   | زنده                   | زنده                   | با تأخیر                             | فقط پخش مسابقه در کانال+ |
| سوئیس                            | اسکای اسپورت                        | آلمانی                                           | غیر رایگان | زنده                   | زنده                   | زنده                   | زنده                   | زنده                                 | قابل دریافت با کیفیت اولترا اچ‌دی |
| صربستان                          | اسپور کلاب                          | صربی                                             | غیر رایگان | زنده                   | زنده                   | زنده                   | زنده                   | زنده                                 | اولترا اچ‌دی |
| فرانسه                           | کانال +                             | فرانسوی                                          | غیر رایگان | نه                     | نه                     | نه                     | فقط یک‌بار              | زنده                                 | فقط مسابقه بر روی کانال+ |
| فرانسه                           | کانال+ اسپورت                       | فرانسوی                                          | غیر رایگان | زنده                   | زنده                   | زنده                   | زنده                   | با تأخیر                             | فقط مسابقه بر کانال+ |
| فرانسه                           | تی‌اف۱                               | فرانسوی                                          | رایگان | نه                     | نه                     | نه                     | نه                     | زنده                                 | اچ‌دی‌تی‌وی. پخش زندهٔ ۴ مسابقه در هر فصل: گراند پری‌های موناکو، فرانسه، ایتالیا، و ایالات متحده. |
| فرانسه                           | تی‌ام‌سی                              | فرانسوی                                          | رایگان | نه                     | نه                     | نه                     | زنده                   | نه                                   | اچ‌دی‌تی‌وی. فقط گراند پری فرانسه. |
| فنلاند                           | ام‌تی‌وی۳                             | فنلاندی                                          | دی‌وی‌بی-تی رایگان در فنلاند، دی‌وی‌بی-اس رمزنگاری شده بر روی ماهوارهٔ ثور ‎۱°‎ غربی (اتحادیه اروپا)                 | نه                     | نه                     | نه                     | نه                     | با تأخیر                             | اچ‌دی‌تی‌وی. پخش مرحلهٔ مسابقه در روز بعد. |
| فنلاند                           | سی مور مکس                          | فنلاندی                                          | غیر رایگان | زنده                   | زنده                   | زنده                   | زنده                   | زنده                                 | اچ‌دی‌تی‌وی. |
| فنلاند                           | ساب                                 | فنلاندی                                          | دی‌وی‌بی-تی رایگان در فنلاند، دی‌وی‌بی-اس رمزنگاری شده بر روی ماهوارهٔ ثور ‎۱°‎ غربی (اتحادیه اروپا)                 | نکات مهم               | نکات مهم               | نه                     | نکات مهم               | نکات مهم                             | ۳۰ دقیقه نکات مهم مراحل تمرین و ۶۰ دقیقه نکات مهم تعیین خط و مسابقه در همان روز در ساعت ۷ بعد از ظهر به وقت اروپای شرقی پخش می‌شوند.                                                                                           |
| قبرس                             | سیتاویژن                            | یونانی                                           | غیر رایگان | نه                     | نه                     | نه                     | زنده                   | زنده                                 | مجوز تا ۲۰۱۹. |
| کانادا                           | آردی‌اس                              | فرانسوی                                          | غیر رایگان | نه                     | نه                     | نه                     | زنده                   | زنده                                 | اچ‌دی‌تی‌وی، پوشش پهلو به پهلو در طول مسابقه (فقط پخش زنده). تمام تمرین‌های گراند پری کانادا به‌صورت زنده، مجوز تا ۲۰۱۹. |
| کانادا                           | تی‌اس‌ان                              | انگلیسی                                          | غیر رایگان | نه                     | زنده                   | نه                     | زنده                   | زنده                                 | اچ‌دی‌تی‌وی، پوشش اسکای اسپورت اف۱، پوشش پهلو به پهلو در طول مسابقه (فقط پخش زنده). مجوز تا ۲۰۱۹. |
| کرواسی                           | آرنا اسپورت                         | کرواتی                                           | غیر رایگان | نه                     | نه                     | نه                     | زنده                   | زنده                                 | اچ‌دی‌تی‌وی، شامل تبلیغات تلویزیونی. قابل دریافت فقط با کیفیت مکس‌تی‌وی |
| کرواسی                           | اس‌پی‌تی‌وی                            | کرواتی                                           | رایگان | نه                     | نه                     | نه                     | نه                     | نکات مهم                             | ۶۰ دقیقه پخش نکات مهم در بعد از ظهر |
| کره جنوبی                        | جی‌تی‌بی‌سی۳ فاکس اسپورتس              | کره‌ای                                            | غیر رایگان | نه                     | نه                     | نه                     | نه                     | با تأخیر                             | محتوای با تأخیر اچ‌دی‌تی‌وی بر روی تلویزیون کابلی/آی‌پی‌تی‌وی. |
| کوزوو                            | آرت اسپورت                          | آلبانیایی                                        | غیر رایگان | نه                     | نه                     | نه                     | زنده                   | زنده                                 | اچ‌دی‌تی‌وی. با قابلیت انتخاب زوایای مختلف. |
| گرجستان                          | ستانتا اسپورتس +                    | روسی                                             | غیر رایگان | نه                     | نه                     | نه                     | زنده                   | زنده                                 | محتوای ۱۶:۹ اس‌دی/اچ‌دی |
| لوکزامبورگ                       | اسکای اسپورت                        | آلمانی                                           | غیر رایگان | زنده                   | زنده                   | زنده                   | زنده                   | زنده                                 | قابل دریافت با کیفیت اولترا اچ‌دی |
| لهستان                           | الون اسپورتس                        | لهستانی                                          | غیر رایگان | زنده                   | زنده                   | زنده                   | زنده                   | زنده                                 | اچ‌دی‌تی‌وی. پخش جاری زنده بر روی وبگاه و اپلیکیشن‌های موبایل و دسکتاپ. |
| لهستان                           | تی‌وی‌پی اسپورت                       | لهستانی                                          | رایگان در لهستان، دی‌وی‌بی-اس با رمزنگاری بر روی ماهوارهٔ یوتلست هاتبرد ‎۱۳°‎ شرقی (اروپا)                         | نه                     | نه                     | نه                     | نه                     | ۴۵ دقیقه پخش زنده پس از شروع مسابقه. | اچ‌دی‌تی‌وی. پخش جاری زنده بر روی وبگاه و اپلیکیشن‌های موبایل و دسکتاپ. |
| لهستان                           | پولست اسپورت                        | لهستانی                                          | غیر رایگان | نه                     | نه                     | نه                     | نه                     | نکات مهم                             | اچ‌دی‌تی‌وی. پخش جاری زنده بر روی وبگاه و اپلیکیشن‌های موبایل و دسکتاپ. |
| لیختن‌اشتاین                      | اس‌آرجی اس‌اس‌آر                       | آلمانی، فرانسوی و ایتالیایی                      | دی‌وی‌بی-تی رایگان در سوئیس، دی‌وی‌بی-اس رمزنگاری‌شده بر روی ماهوارهٔ هات‌برد (‎۱۳°‎ شرقی) (اروپا)                     | نه                     | نه                     | نه                     | زنده                   | زنده                                 | مراحل تعیین خط و مسابقه در شبکه‌های آراس‌آی لا ۲، آرتی‌اس دو و اس‌آراف زووی پخش می‌شوند. مجوز پخش تا ۲۰۱۹. |
| لیختن‌اشتاین                      | اسکای اسپورت                        | آلمانی                                           | غیر رایگان | زنده                   | زنده                   | زنده                   | زنده                   | زنده                                 | قابل دریافت با کیفیت اولترا اچ‌دی |
| مالت                             | شبکه توتال اسپورتس                  | انگلیسی                                          | غیر رایگان | زنده                   | زنده                   | زنده                   | زنده                   | زنده                                 | از گزارش مورد استفاده در پوشش کانال ۴ در بریتانیا استفاده می‌کند. |
| مجارستان                         | ام۴ اسپورت                          | مجاری                                            | دی‌وی‌بی-تی رایگان در مجارستان، دی‌وی‌بی-اس۲ تماشای رایگان بر روی ماهوارهٔ یوروبرد ۹آ ‎۹.۰°‎ شرقی (اروپا)            | زنده                   | زنده                   | زنده                   | زنده                   | زنده                                 | اچ‌دی‌تی‌وی ۱۰۸۰آی. |
| مقدونیه شمالی                    | اسپور کلاب                          | صربی                                             | دی‌وی‌بی-اس۲ رمزنگاری‌شده بر روی ماهوارهٔ یوتلست ۱۶آ (‎۱۶.۰°‎ شرقی)                                                 | زنده                   | زنده                   | زنده                   | زنده                   | زنده                                 | محتوای اچ‌دی‌تی‌وی، قابل دریافت فقط از طریق اسپورت کلاب ۱ صربستان، اما پخش این شبکه در حال حاضر در مقدونیهٔ شمالی ممنوع است (قابل دریافت نیست).                                                                                   |
| مقدونیه شمالی                    | ۲۴ وستی                             | مقدونی                                           | دی‌وی‌بی-اس رمزنگاری‌شده بر روی ماهوارهٔ یوتلست ۱۶آ (‎۱۶.۰°‎ شرقی)                                                  | نه                     | نه                     | نه                     | زنده                   | زنده                                 | محتوای اس‌دی. |
| مولداوی                          | ستانتا اسپورتس +                    | روسی                                             | غیر رایگان | نه                     | نه                     | نه                     | زنده                   | زنده                                 | محتوای ۱۶:۹ اس‌دی/اچ‌دی |
| مونته‌نگرو                        | اسپور کلاب                          | صربی                                             | غیر رایگان | زنده                   | زنده                   | زنده                   | زنده                   | زنده                                 | اولترا اچ‌دی |
| نروژ                             | ویاست موتور                         | نروژی                                            | غیر رایگان | زنده                   | زنده                   | زنده                   | زنده                   | زنده                                 | قابل دریافت با کیفیت اولترا اچ‌دی. همیشه به‌زبان نروژی در طول مسابقه، در برخی موارد به زبان سوئدی در طول بعضی مراحل تمرین و تعیین خط.                                                                                           |
| نروژ                             | ویاست اسپورت                        | نروژی                                            | غیر رایگان | زنده                   | زنده                   | زنده                   | زنده                   | زنده                                 | قابل دریافت با کیفیت اولترا اچ‌دی. همیشه به‌زبان نروژی در طول مسابقه، در برخی موارد به زبان سوئدی در طول بعضی مراحل تمرین و تعیین خط.                                                                                           |
| نروژ                             | ویاست ۴                             | نروژی                                            | رایگان | نه                     | نه                     | نه                     | نه                     | نکات مهم                             | یک ساعت همراه با نکات مهم از ویاست موتور، تبلیغات هر ۱۵ دقیقه. |
| نیوزیلند                         | اسپارک                              | انگلیسی                                          | غیر رایگان | زنده                   | زنده                   | زنده                   | زنده                   | زنده                                 | اسپارک یک رسانه جاری اینترنتی است. |
| هلند                             | زیگو اسپورت توتال                   | هلندی                                            | غیر رایگان | زنده                   | زنده                   | زنده                   | زنده                   | زنده                                 | اچ‌دی‌تی‌وی. مجوز پخش تا ۲۰۲۱. |
| هلند                             | زیگو اسپورت گو                      | هلندی                                            | غیر رایگان | زنده                   | زنده                   | زنده                   | زنده                   | زنده                                 | اچ‌دی‌تی‌وی. |
| هلند                             | زیگو اسپورت                         | هلندی                                            | رایگان برای مشترکین زیگو                                                                                      | زنده*                  | زنده*                  | زنده*                  | زنده                   | زنده                                 | اچ‌دی‌تی‌وی. *وابسته به سایر رویدادهای زنده. زیگو اسپورت تمام مراحل را به‌صورت زنده پخش خواهد کرد. |
| شبه‌قاره هند                      | استار اسپورتس                       | انگلیسی                                          | غیر رایگان | زنده                   | زنده                   | زنده                   | زنده                   | زنده                                 | |
| یونان                            | ئی‌آرتی۲ \| ئی‌آرتی اچ‌دی              | یونانی                                           | دی‌وی‌بی-تی رایگان در یونان، دی‌وی‌بی-اس/۲ با رمزنگاری بر روی ماهوارهٔ یوتل‌ست ۹آ / هاتبرد ۱۳بی                     | زنده                   | زنده                   | زنده                   | زنده                   | زنده                                 | اچ‌دی‌تی‌وی ۱۰۸۰آی |
| یونان                            | کازموت اسپورت                       | یونانی                                           | غیر رایگان | زنده                   | زنده                   | زنده                   | زنده                   | زنده                                 | اچ‌دی‌تی‌وی ۱۰۸۰آی |